# Luton Town F.C.
Câu lạc bộ bóng đá Luton Town (/ˈluːtən/) là một câu lạc bộ bóng đá chuyên nghiệp đến từ Luton, Bedfordshire, Anh, hiện nay đang thi đấu ở giải bóng đá Ngoại hạng Anh. Thành lập năm 1885, đội bóng có biệt danh là the Hatters và liên kết với Bedfordshire County Football Association. Sân nhà của câu lạc bộ là Kenilworth Road kể từ năm 1905. Lịch sử câu lạc bộ bao gồm nhiều chức vô địch, nhiều lần khủng hoảng tài chính nghiêm trọng, nhiều lần lên hạng, xuống hạng và một số thành công đạt được. Thời kì hoàng kim nhất có lẽ là từ năm 1982 đến năm 1992, khi thi đấu ở cấp cao nhất nước Anh, thời đó là First Division; đội bóng chỉ có một danh hiệu lớn duy nhất, là Football League Cup năm 1988. Luton Town có kình địch lâu năm với câu lạc bộ hàng xóm Watford.
Đây là câu lạc bộ đầu tiên ở miền nam nước Anh chuyển lên chuyên nghiệp, khi bắt đầu trả lương cho cầu thủ từ năm 1890 và hoàn toàn chuyên nghiệp một năm sau đó. Đội bóng gia nhập Football League trước mùa giải 1897-98, rút lui năm 1900 vì vấn đề tài chính, và gia nhập lại năm 1920. Luton lên đến First Division mùa giải 1955-56 và lần đầu tiên có trận chung kết khi thi đấu với Nottingham Forest tại Chung kết Cúp FA 1959. Sau đó đội bóng xuống hạng vào mùa giải 1959-60, và xuống thêm hai hạng nữa trong 5 năm, thi đấu ở Fourth Division từ mùa giải 1965-66. Tuy nhiên, đội đã trở lại hạng cao nhất ở mùa 1974-75. Mùa 2022-23, Luton Town đã thăng hạng lên giải bóng đá Ngoại hạng Anh mùa 2023–24 sau chiến thắng 6-5 trên loạt luân lưu ở trận chung kết play-off trước Coventry City, đây là lần đầu tiên đội tham dự giải đấu cao nhất nước Anh.

## Nhận dạng câu lạc bộ

Huy hiệu của Luton Town, 1973-87

Biệt danh của câu lạc bộ, "the Hatters", cho thấy sự kết nối lịch sử của Luton với nghề làm mũ rất thịnh hành từ thế kỉ 17. Biệt danh ban đầu là một biến thể của những kẻ ăn cắp rơm nay rất hiếm thấy. Cổ động viên của câu lạc bộ cũng được gọi là Hatters.
Câu lạc bộ có hai bảng màu khác nhau—trắng và đen (từ năm 1920), và cam, xanh hải quân và trắng (lần đầu tiên sử dụng năm 1973, và kể từ mùa giải 2015-16).

## Sân vận động

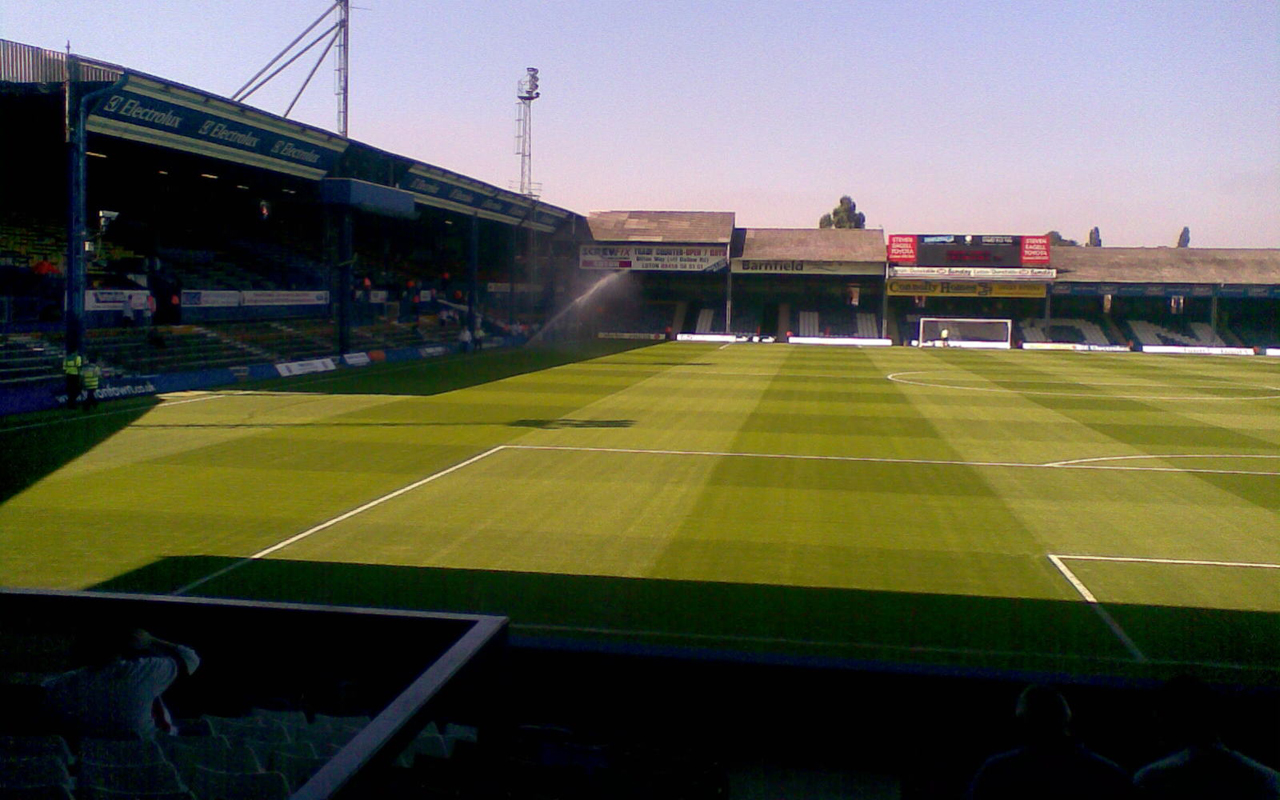
Khung cảnh nhìn từ Kenilworth End năm 2007. Bên trái là Main Stand, và bên phải là Oak Road End.

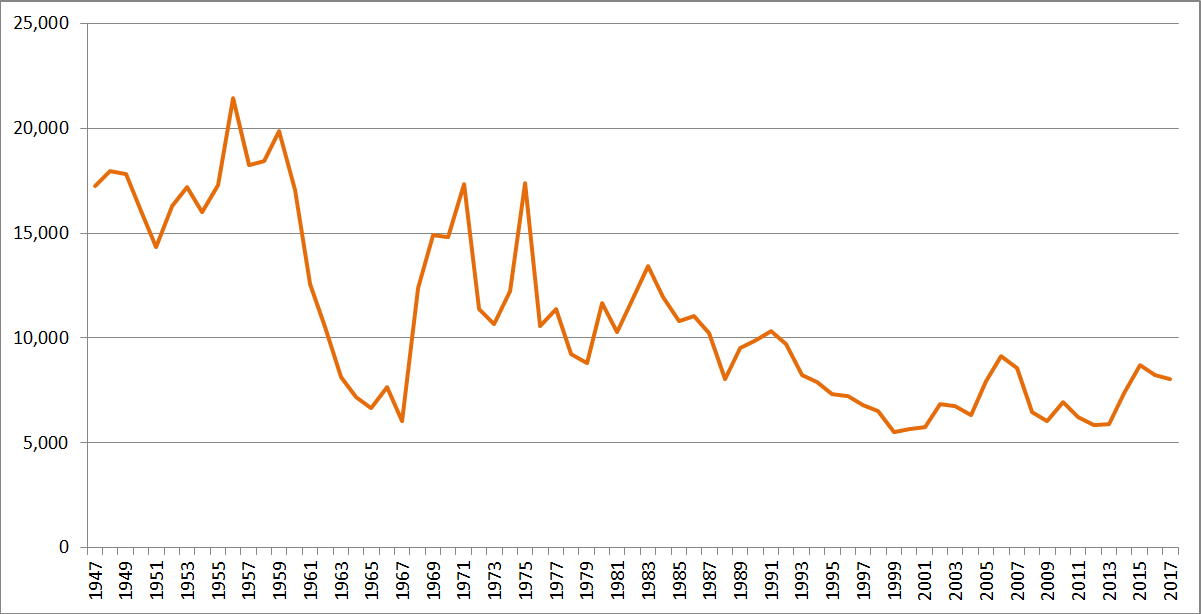
Số khán giả đến sân nhà trung bình của Luton Town tại Kenilworth Road từ 1946-47 đến 2016-17. Số khán giả tăng lên khi Luton thăng hạng năm 1955 trước khi giảm xuống vào đầu thập niên 1960 khi câu lạc bộ rớt ba hạng. Lượng khán giả tăng trở lại khi câu lạc bộ thăng hạng cuối thập niên 1960 và giữa thập niên 1970, trước khi giảm xuống cùng với việc giới thiệu một sân vận động toàn chỗ ngồi năm 1986.

Sân vận động đầu tiên của Luton Town là Dallow Lane, sân cũ của Excelsior.

## Cầu thủ
Tính đến 9 tháng 8 năm 2023

### Đội hình hiện tại
Ghi chú: Quốc kỳ chỉ đội tuyển quốc gia được xác định rõ trong điều lệ tư cách FIFA. Các cầu thủ có thể giữ hơn một quốc tịch ngoài FIFA.
| Số | VT | Quốc gia         | Cầu thủ                                   |
| -- | -- | ---------------- | ----------------------------------------- |
| 1  | TM | Anh              | James Shea                                |
| 2  | HV | Anh              | Gabriel Osho                              |
| 3  | HV | Anh              | Dan Potts                                 |
| 4  | HV | Wales            | Tom Lockyer (đội trưởng)                  |
| 5  | HV | Đan Mạch         | Mads Andersen                             |
| 6  | TV | Anh              | Ross Barkley                              |
| 7  | TĐ | Cộng hòa Ireland | Chiedozie Ogbene                          |
| 8  | TV | Anh              | Luke Berry                                |
| 9  | TĐ | Anh              | Carlton Morris (đội phó)                  |
| 10 | TĐ | Anh              | Cauley Woodrow                            |
| 11 | TĐ | Anh              | Elijah Adebayo                            |
| 12 | HV | Burkina Faso     | Issa Kaboré (cho mượn từ Manchester City) |
| 13 | TV | Zimbabwe         | Marvelous Nakamba                         |
| 14 | TV | Hà Lan           | Tahith Chong                              |
| 15 | HV | Anh              | Teden Mengi                               |

| Số | VT | Quốc gia               | Cầu thủ                                    |
| -- | -- | ---------------------- | ------------------------------------------ |
| 16 | HV | Anh                    | Reece Burke                                |
| 17 | TV | Cộng hòa Dân chủ Congo | Pelly Ruddock Mpanzu                       |
| 18 | TV | Anh                    | Jordan Clark                               |
| 19 | TĐ | Scotland               | Jacob Brown                                |
| 23 | TM | Hà Lan                 | Tim Krul                                   |
| 24 | TM | Bỉ                     | Thomas Kaminski                            |
| 27 | HV | Nhật Bản               | Daiki Hashioka                             |
| 28 | TV | Bỉ                     | Albert Sambi Lokonga (cho mượn từ Arsenal) |
| 29 | HV | Jamaica                | Amari'i Bell (đội phó thứ 2)               |
| 30 | TV | Anh                    | Andros Townsend                            |
| 39 | TV | Wales                  | Elliot Thorpe                              |
| 45 | TV | Anh                    | Alfie Doughty                              |
| —  | TV | Nigeria                | Fred Onyedinma                             |
| —  | TĐ | Anh                    | Taylan Harris                              |

### Cho mượn
Ghi chú: Quốc kỳ chỉ đội tuyển quốc gia được xác định rõ trong điều lệ tư cách FIFA. Các cầu thủ có thể giữ hơn một quốc tịch ngoài FIFA.
| Số | VT | Quốc gia | Cầu thủ                                                                |
| -- | -- | -------- | ---------------------------------------------------------------------- |
| —  | TM | Anh      | Jack Walton (cho mượn tại Dundee United đến 31 tháng 5 năm 2024)       |
| 23 | TV | Nigeria  | Fred Onyedinma (cho mượn tại Rotherham United đến 31 tháng 5 năm 2024) |
| 25 | TĐ | Wales    | Joe Taylor (cho mượn tại Colchester United đến 31 tháng 5 năm 2024)    |
| 28 | TV | Wales    | Elliot Thorpe (cho mượn tại Shrewsbury Town đến 31 tháng 5 năm 2024)   |

## Huấn luyện viên

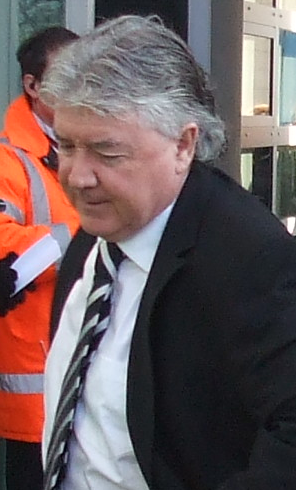
Joe Kinnear, chụp năm 2009, là huấn luyện viên của Luton từ năm 2001 đến năm 2003.

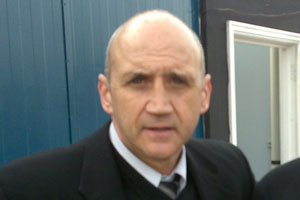
Richard Money (ảnh năm 2007), một cầu thủ của Luton ở mùa giải 1982-83, dẫn dắt câu lạc bộ từ năm 2009 đến năm 2011.

Tính đến ngày 9 tháng 1 năm 2019. Chỉ tính các huấn luyện viên đã có ít nhất 50 trận đấu.
Key: Tr = trận; T = trận thắng; H = trận hòa; B = trận thua
| Tên             | Quốc gia | Từ                   | Đến                  | Tr  | T   | H   | B   | % Thắng |
| --------------- | -------- | -------------------- | -------------------- | --- | --- | --- | --- | ------- |
| John McCartney  | Scotland | 14 tháng 9 năm 1927  | 21 tháng 12 năm 1929 | 151 | 57  | 38  | 56  | 037,7   |
| George Kay      | England  | 23 tháng 12 năm 1929 | 13 tháng 5 năm 1931  | 71  | 29  | 16  | 26  | 040,8   |
| Harold Wightman | England  | 1 tháng 6 năm 1931   | 9 tháng 10 năm 1935  | 198 | 85  | 49  | 64  | 042,9   |
| Ned Liddell     | England  | 13 tháng 8 năm 1936  | 26 tháng 2 năm 1938  | 79  | 42  | 11  | 26  | 053,2   |
| Dally Duncan    | Scotland | 13 tháng 6 năm 1947  | 16 tháng 10 năm 1958 | 503 | 192 | 133 | 178 | 038,2   |
| Sam Bartram     | England  | 18 tháng 7 năm 1960  | 14 tháng 6 năm 1962  | 95  | 35  | 18  | 42  | 036,8   |
| Bill Harvey     | England  | 24 tháng 7 năm 1962  | 21 tháng 11 năm 1964 | 121 | 37  | 26  | 58  | 030,6   |
| George Martin   | Scotland | 16 tháng 2 năm 1965  | 3 tháng 11 năm 1966  | 82  | 34  | 16  | 32  | 041,5   |
| Allan Brown     | Scotland | 4 tháng 11 năm 1966  | 17 tháng 12 năm 1968 | 111 | 56  | 24  | 31  | 050,5   |
| Alec Stock      | England  | 20 tháng 12 năm 1968 | 27 tháng 4 năm 1972  | 172 | 71  | 56  | 45  | 041,3   |
| Harry Haslam    | England  | 4 tháng 5 năm 1972   | 23 tháng 1 năm 1978  | 275 | 110 | 69  | 96  | 040,0   |
| David Pleat     | England  | 24 tháng 1 năm 1978  | 16 tháng 5 năm 1986  | 393 | 158 | 108 | 127 | 040,2   |
| Ray Harford     | England  | 16 tháng 6 năm 1987  | 3 tháng 1 năm 1990   | 133 | 51  | 34  | 48  | 038,3   |
| Jim Ryan        | Scotland | 11 tháng 1 năm 1990  | 13 tháng 5 năm 1991  | 63  | 18  | 16  | 29  | 028,6   |
| David Pleat     | England  | 7 tháng 6 năm 1991   | 11 tháng 6 năm 1995  | 207 | 55  | 70  | 82  | 026,6   |
| Lennie Lawrence | England  | 21 tháng 12 năm 1995 | 4 tháng 7 năm 2000   | 250 | 90  | 66  | 94  | 036,0   |
| Joe Kinnear     | Ireland  | 8 tháng 2 năm 2001   | 23 tháng 5 năm 2003  | 122 | 56  | 28  | 38  | 045,9   |
| Mike Newell     | England  | 23 tháng 6 năm 2003  | 15 tháng 3 năm 2007  | 200 | 83  | 49  | 68  | 041,5   |
| Mick Harford    | England  | 16 tháng 1 năm 2008  | 1 tháng 10 năm 2009  | 91  | 25  | 29  | 37  | 027,5   |
| Richard Money   | England  | 30 tháng 10 năm 2009 | 28 tháng 3 năm 2011  | 83  | 45  | 21  | 17  | 054,2   |
| Gary Brabin     | England  | 28 tháng 3 năm 2011  | 31 tháng 3 năm 2012  | 62  | 29  | 22  | 11  | 046,8   |
| John Still      | England  | 26 tháng 2 năm 2013  | 17 tháng 12 năm 2015 | 148 | 69  | 38  | 41  | 046,6   |
| Nathan Jones    | Wales    | 6 tháng 1 năm 2016   | 9 tháng 1 năm 2019   | 170 | 87  | 46  | 37  | 051,2   |

## Danh hiệu
League
- Second Division / Championship (cấp độ 2)
  - Vô địch: 1981–82
  - Á quân: 1954–55, 1973–74
  - Thắng Play-off: 2023
- Third Division South / Third Division / League One (cấp độ 3)
  - Vô địch: 1936–37 (Nam), 2004–05, 2018–19
  - Á quân: 1935–36 (Nam), 1969–70
- Fourth Division / Third Division / League Two (cấp độ 4)
  - Vô địch: 1967–68
  - Á quân: 2001–02, 2017–18
- Conference Premier (cấp độ 5)
  - Vô địch: 2013–14

Cup
- FA Cup
  - Á quân: 1958–59
- Football League Cup
  - Vô địch: 1987–88
  - Á quân: 1988–89
- Football League Trophy
  - Vô địch: 2008–09
- Full Members' Cup
  - Á quân: 1987–88

### Sách
- Ellis, Brian; Shury, Alan; Bailey, Steve (1997). The Definitive Luton Town F.C. Nottingham: Soccerdata. ISBN 978-1-899468-10-2.
- Collings, Timothy (1985). The Luton Town Story 1885-1985. Luton: Luton Town F.C. ISBN 978-0-9510679-0-1.
- Hayes, Dean P. (2002). Completely Top Hatters!. Dunstable: Book Castle Publishing. ISBN 978-1-903747-27-8.